# Raymond Barbé
Raymond Barbé (Heikruis, 12 juni 1911 - Halle, 27 november 1966) was een Belgisch volksvertegenwoordiger.

## Levensloop
Barbé was de zoon van Victor Barbé en Odile Peremans. Hij trouwde in 1934 en had twee kinderen.
Van 1925 tot 1930 studeerde hij aan het Kleinseminarie van Hoogstraten en van 1930 tot 1933 aan de Sociale School van Heverlee, waar hij het diploma van maatschappelijk assistent bekwam. Van 1932 tot 1946 werkte hij op het nationaal secretariaat van het ACW. Vanaf 1946 was hij nationaal adjunct-secretaris van het ACW en meer bepaald secretaris van de KWB. 
Tijdens de Tweede Wereldoorlog ging hij in het Verzet.
Hij werd gemeenteraadslid in Halle in 1938 en was er schepen van 1940 tot 1964. Hij was ook provincieraadslid voor Brabant van 1946 tot 1954.
Hij werd toen actief in het politieke leven, meer bepaald in de CVP. Hij werd secretaris van het Politiek Comité binnen het ACW, werd in Halle voorzitter van de plaatselijke CVP en werd lid van het hoofdbestuur voor het arrondissement Brussel. Hij werd voorzitter van de CVP voor het arrondissement Brussel en werd lid van het Nationaal partijbestuur van de CVP. Hij nam ook deel aan de werkzaamheden van het Studiecentrul CEPESS van de CVP.
In 1958 werd hij voor de CVP verkozen tot volksvertegenwoordiger voor het arrondissement Brussel en vervulde dit mandaat tot in 1961.